# Horní Bříza
Horní Bříza är en stad i Tjeckien.   Den ligger i regionen Plzeň, i den västra delen av landet, 80 km väster om huvudstaden Prag. Horní Bříza ligger 372 meter över havet och antalet invånare är 4 463.
Terrängen runt Horní Bříza är lite kuperad. Runt Horní Bříza är det mycket tätbefolkat, med 1 095 invånare per kvadratkilometer. Närmaste större samhälle är Plzeň, 10,4 km söder om Horní Bříza. Runt Horní Bříza är det i huvudsak tätbebyggt.